# 漢加斯區
漢加斯區（西班牙語：Distrito de Jangas），是秘魯的一個區，位於該國北部安卡什大區的瓦拉斯省，始建於1857年1月2日，面積59.84平方公里，海拔高度2,825米，2005年人口4,345，人口密度為每平方公里73人。